# Томмі Стіл
Томмі Стіл, OBE (англ. Tommy Steele, нар. 17 грудня 1936, Лондон) — британський співак, музикант та актор. Вважається першою в історії британською зіркою рок-н-ролу   Його хіт «Singing the Blues» в 1957 році досяг першого місця у британських чартах.

## Біографія

### Раннє життя
Томас Гікс народився в Бермондсі, Лондон, Англія в 1936 році. Його батько Дарбо був гоночним інформатором, а мати Бетті працювала на фабриці.

### Кар'єра співака
Стіл працював на різних роботах, включаючи короткий період роботи торговим моряком. Він не служив в армії, оскільки у вісімнадцять років йому поставили діагноз кардіоміопатія. Хоча у своїй автобіографії «Bermondsey Boy: Memories of a Forgotten World» він повідомляє, що провалив медкомісію, бо мав плоскостопість. Кожен раз, коли Томмі не працював, він грав на гітарі та банджо і співав у двох кав'ярнях в Сохо, the 2i's Coffee Bar і the Cat's Whisker, і як сольний виконавець, і з Wally Whyton's Vipers Skiffle Group.
Коли корабель Стіла був на причалі в Норфолку, штат Вірджинія, США, він почув Бадді Голлі і закохався в рок-н-рол, відмовившись від скіфла, який у той час був популярним у Британії. Його побачив фотограф-фрілансер Джон Кеннеді, який вважав, що Стіл може стати аналогом Елвіса Преслі у Великій Британії. Тоді ж Томас придумав собі псевдонім Томмі Стіл (на основі прізвища свого діда-скандинава) і вирушив підкорювати сцену.

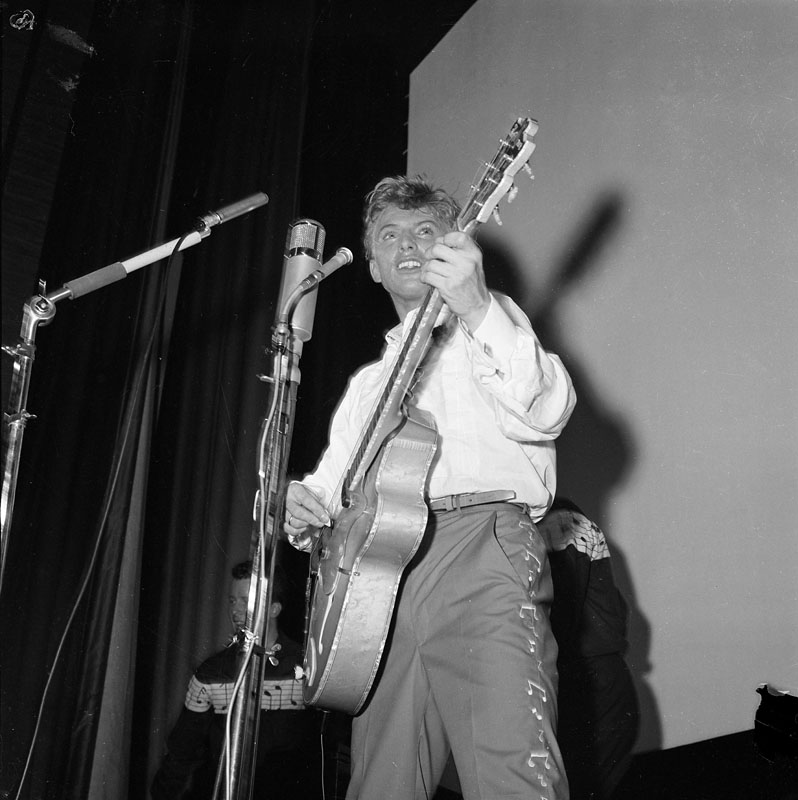
Томмі Стіл на сцені. 1957 рік.

Стіл прославився у Великій Британії як фронтмен рок-н-ролл гурту Steelmen, після їхнього першого синглу «Rock With the Caveman», що у 1956 році вийшов на 13 місце у британському чарті. Стіл та інші британські співаки вибирав відомі хіти зі Сполучених Штатів і записував кавер-версії цих пісень та випускав їх у Великій Британії до того, як американські версії могли увійти в чарти. Більшість записів Стіла 1950-х років були каверами американських хітів, таких як «Singing the Blues» і «Knee Deep in the Blues», перший з яких навіть зумів очолити британський чарт.
Лише через чотири місяці після своєї першої появі у чартах він зняв свою історію життя.  Для цього Стіл та його співавтори з написання пісень Лайонел Барт та Майк Пратт, за сім днів написали дванадцять пісень. Його перші три сингли виходили один раз на три тижні.
У 1957 році Стіл придбав для батьків чотирикімнатний будинок у Південному Лондоні. У серпні 1959 року Стіл здійснив триденний концертний візит до Москви.
Наприкінці 2009 року його колекція найбільших хітів «The Best Best of Tommy Steele» увійшла до Топ-40 у британському чарті. 

### Кар'єра актора
Популярність на музичній сцені протягом 1950-х та 1960-х років дозволила Стілу потрапити і до кіно та мюзиклів. У 1957 році він був названий сьомим за популярністю актором британського прокату.
У 1960 році тур по Австралії не мав особливого успіху, і після повернення в Англію він отримав дві пропозиції: одну зіграти у виставі Billy Liar, іншу приєднатися до Old Vic Company. Він обрав останнє.
У театрі Вест-Енда він з'явився у виставі She Stoops to Conquer і зіграв головну роль Ганса Крістіана Андерсена. Паралельно Томмі грав і у фільмах, знявшись зокрема у Half a Sixpence, The Happiest Millionaire та Finian's Rainbow. Останній фільм, американський мюзикл, є найвідомішим в акторській кар'єрі Стіла. У ньому Томмі зіграв Ога, лепрекона, що перетворився на людину, знімаючись із кінозірками Петулою Кларк та Фредом Астером. У 1968 році він був названий четвертим за популярністю актором британського прокату.
У квітні 1971 року Стіл знявся у власному шоу «Meet Me in London» в лондонському театрі «Адельфі».
У 1978 році Стіл зіграв у телевізійній версії фільму The Yeomen of the Guard.

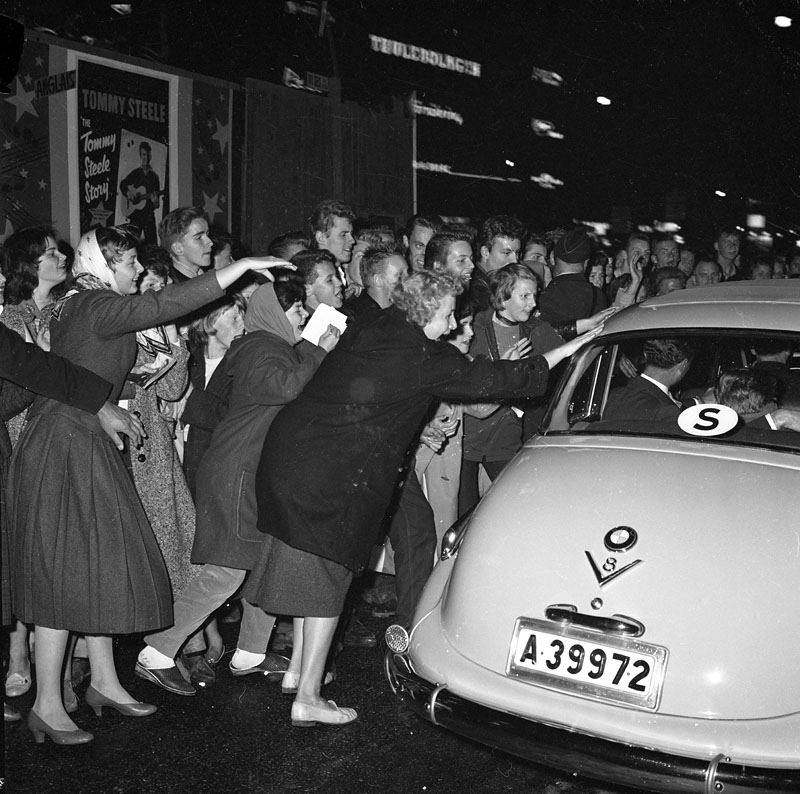
Шанувальники Стіла біля його машини. Стокгольм, 9 вересня 1957 року.

### Можлива зустріч з Елвісом Преслі у Великій Британії
Протягом багатьох років вважалося, що Елвіс Преслі ніколи не був у Британії, крім того, що провів кілька хвилин в аеропорту Прествік в Шотландії, коли його військовий літак заправлявся перед вильотом до Сполучених Штатів після закінчення військової служби у Західній Німеччині. Однак 21 квітня 2008 року в інтерв'ю BBC Radio 2 з театральним імпресаріо Біллом Кенрайтом було сказано, що в 1958 році 23-річний Преслі пробув в Англії цілий день, після телефонної розмови зі Стілом.
За словами Кенрайта, Елвіс прилетів на добу, і Томмі показав йому Лондон. Він показав йому Вестмінстерський палац і провів з ним день. Кенрайт у 2008 році визнав, що не впевнений, чи повинен він розповісти історію. Стіл сказав: «Це були двоє юнаків, які розділяли однакову любов до своєї музики. Я поклявся ніколи не публікувати публічно те, що відбулося».
Співробітники «Прествіка» негайно зажадали доказів, до отримання яких вони категорично відмовились знімати зі свого аеропорту звання «єдиного місця в Британії, де бував Преслі».  

## Дискографія
Часткова дискографія: 

### Сингли
З Steelmen
- «Rock With the Caveman» / «Rock Around the Town» — UK No. 13 (Decca 1956)
- «Doomsday Rock» / «Elevator Rock» — (Decca 1956)
- «Singing the Blues[en]» / «Rebel Rock» — UK No. 1 (Decca 1956)
- «Knee Deep in the Blues[en]» / «Teenage Party» — UK No. 15 (Decca 1957)
- «Butterfingers» / «Cannibal Pot» — UK No. 8 (Decca 1957)
- «Water, Water» / «A Handful of Songs» — UK No. 5 (Decca 1957) with lyrics partially based on The Rime of the Ancient Mariner
- «Shiralee» / «Grandad's Rock» — UK No. 11 (Decca 1957)
- «Hey You!» / «Plant a Kiss» — UK No. 28 (Decca 1957)
- «Happy Guitar» / «Princess» — UK No. 20 (Decca 1958)
- «Nairobi» / «Neon Sign» — UK No. 3 (Decca 1958)
- «The Only Man on the Island» / «I Puts the Lightie On» — UK No. 16 (Decca 1958)[5]
- «Princess» / «Happy Guitar» — (Decca 1958)

Соло
- «It's All Happening» / «What Do You Do?» — (Decca 1958)
- «Come On, Let's Go» / «Put a Ring on Her Finger» — UK No. 10 (Decca 1958)
- «A Lovely Night» / «Marriage Type Love» — (Decca 1958)
- «Hiawatha» / «The Trial» — (Decca 1959)
- «Tallahassee Lassie[en]» / «Give! Give! Give!» — UK No. 16 (Decca 1959)
- «Give! Give! Give!» — UK No. 28 (Decca 1959)
- «You Were Mine» / «Young Ideas» — (Decca 1959)
- «Little White Bull» / «Singing Time» — UK No. 6 (Decca 1959)
- «What a Mouth (What a North and South)» / «Kookaburra» — UK No. 5 (Decca 1960)
- «Happy Go Lucky Blues» / «Girl with the Long Black Hair» — (Decca 1960)
- «Must Be Santa» / «Boys and Girls» — UK No. 40 (Decca 1960)
- «My Big Best Shoes» / «The Dit Dit Song» — (Decca 1961)
- «The Writing on the Wall» / «Drunken Guitar» — UK No. 30 (Decca 1961)
- «Hit Record» / «What a Little Darling» — (Decca 1962)
- «Where Have All the Flowers Gone?[en]» / «Butter Wouldn't Melt in Your Mouth» — (Decca 1963)
- «He's Got Love» / «Green Eye» — (Decca 1963)
- «Flash Bang Wallop» / «She's Too Far Above Me» — (Decca 1963)
- «Egg and Chips» / «The Dream Maker» — (Columbia 1963)
- «Half a Sixpence[en]» / «If the Rain's Got to Fall» — (RCA 1965)
- «Fortuosity» / «I'm a Brass Band» — (Vista 1967)
- «King's New Clothes» / «Wonderful Copenhagen» — (Pye 1974)
- «Half a Sixpence» / «If the Rain's Got to Fall» — (Safari 1984)
- «Singing the Blues» / «Come On, Let's Go» — (Old Gold 1985)[5]

### Альбоми
- Tommy Steele Stage Show — UK No. 5 (Decca 1957)
- The Tommy Steele Story — UK No. 1 (Decca 1957)
- The Duke Wore Jeans (Soundtrack) — UK No. 1 (Decca 1958)[5]
- Tommy Steele Everything's Coming Up BROADWAY — (Liberty 1965)
- My Life, My Song — (Pye 1974)
- Hans Andersen — Original London Cast 1974 (Pye 1974)
- Hans Andersen — Revival London Cast 1977 (Pye 1977)
- Singin' in the Rain[en] — Original London Cast 1984 (Cast Masters 1995)
- Some Like It Hot — Original London Cast (First Night Records 1996)
- Scrooge: The Musical[en] — Original London Cast (BK Records)
- Half a Sixpence[en] — Original London Cast 1963 (Must Close Saturday 2006)
- Cinderella — Original London Cast 1958 (Hallmark 2011)

## Фільмографія
- Kill Me Tomorrow[en] (1957)
- The Tommy Steele Story[en] (1957)
- The Duke Wore Jeans[en] (1957)
- Tommy the Toreador[en] (1959)
- Light Up the Sky![en] (1960) known as Skywatch in the US
- It's All Happening[en] (1963) known as The Dream Maker in the US
- Половина монетки (1967)
- The Happiest Millionaire[en] (1967)
- Finian's Rainbow[en] (1968)
- Where's Jack?[en] (1969)
- Twelfth Night[en] (1970) (made for TV)
- Tommy Steele in Search of Charlie Chaplin[en] (1971) (TV special)
- The Yeomen of the Guard[en] (1978) (made for TV)
- Quincy's Quest[en] (1979)